# Europese kampioenschappen veldlopen 1999
De zesde editie van de Europese kampioenschappen veldlopen vond op 12 december 1999 plaats in de Sloveense plaats Velenje.

## Uitslagen

### Mannen Senioren
| Plaats | Atleet             | Land                | Tijd (min.s) |
| ------ | ------------------ | ------------------- | ------------ |
|        | Paulo Guerra       | Portugal            | 32.45        |
|        | Eduardo Henriques  | Portugal            | 32.50        |
|        | Jon Brown          | Verenigd Koninkrijk | 33.32        |
| 4      | Mustapha El Ahmadi | Frankrijk           | 33.41        |
| 5      | Domingos Castro    | Portugal            | 33.44        |
| 6      | Claes Nyberg       | Zweden              | 33.46        |
| 7      | Serhij Lebid       | Oekraïne            | 33.50        |
| 8      | Umberto Pusterla   | Italië              | 33.53        |
| 9      | Karl Keska         | Verenigd Koninkrijk | 33.57        |
| 10     | Stefano Baldini    | Italië              | 34.08        |

| Plaats | Land                                                                         | Punten                |
| ------ | ---------------------------------------------------------------------------- | --------------------- |
|        | Verenigd Koninkrijk Jonathan Brown Karl Keska Dominic Bannister Keith Cullen | 3 + 9 + 11 + 12 = 35  |
|        | Portugal Paulo Guerra Eduardo Henriques Domingos Castro Vitor Almeida        | 1 + 2 + 5 + 33 = 41   |
|        | Frankrijk Mustapha El Ahmadi Lahbib Hanini Augusto Gomes Laurent Vapaille    | 4 + 15 + 16 + 23 = 58 |

### Vrouwen Senioren
| Plaats | Atleet                 | Land                | Tijd (min.s) |
| ------ | ---------------------- | ------------------- | ------------ |
|        | Anita Weyermann        | Zwitserland         | 18.53        |
|        | Constantina Diță       | Roemenië            | 19.01        |
|        | Olivera Jevtić         | Servië              | 19.03        |
| 4      | Liz Yelling            | Verenigd Koninkrijk | 19.06        |
| 5      | Tatyana Tomasheva      | Rusland             | 19.09        |
| 6      | Rakiya Quetier-Maraoui | Frankrijk           | 19.09        |
| 7      | Margarita Marusova     | Rusland             | 19.10        |
| 8      | Fatima Yvelain         | Frankrijk           | 19.14        |
| 9      | Anja Smolders          | België              | 19.17        |
| 10     | Sabrina Varrone        | Italië              | 19.18        |

| Plaats | Land                                                              | Punten            |
| ------ | ----------------------------------------------------------------- | ----------------- |
|        | Frankrijk Rakiya Quetier-Maraoui Fatima Yvelain Fitima H. Ouhamou | 6 + 8 + 20 = 34   |
|        | Roemenië Constantina Diță Iulia Olteanu Lelia Papura              | 2 + 12 + 21 = 35  |
|        | Portugal Helena Sampaio Marina Bastos Analidia Torre              | 11 + 13 + 15 = 39 |

### Mannen Junioren
| Plaats | Atleet               | Land                | Tijd (min.s) |
| ------ | -------------------- | ------------------- | ------------ |
|        | Hans Janssens        | België              | 23.00        |
|        | Guillaume Eraud      | Frankrijk           | 23.12        |
|        | Turo Inkilainen      | Finland             | 23.12        |
| 4      | Martin Pröll         | Oostenrijk          | 23.15        |
| 5      | Muktar Farah Mohamed | Verenigd Koninkrijk | 23.18        |
| 6      | Carlo Schuff         | Duitsland           | 23.19        |
| 7      | Gunnar Osmundsen     | Noorwegen           | 23.20        |
| 8      | Gary Murray          | Ierland             | 23.23        |
| 9      | Filipe Pedro         | Portugal            | 23.24        |
| 10     | Steven Vernon        | Verenigd Koninkrijk | 23.24        |

| Plaats | Land                                                                        | Punten           |
| ------ | --------------------------------------------------------------------------- | ---------------- |
|        | Verenigd Koninkrijk Muktar Farah Mohamed Steven Vernon Christopher Thompson | 5 + 10 + 11 = 26 |
|        | Frankrijk Guillaume Eraud Malik Bahloul Kevin Paulsen                       | 2 + 12 + 24 = 38 |
|        | Ierland Gary Murray Brian Keane Mark Smith                                  | 8 + 15 + 20 = 43 |

### Vrouwen Junioren
| Plaats | Atleet               | Land        | Tijd (min.s) |
| ------ | -------------------- | ----------- | ------------ |
|        | Ines Monteiro        | Portugal    | 12.48        |
|        | Nicola Spirig        | Zwitserland | 12.55        |
|        | Anne Marie Moutsinga | Roemenië    | 13.02        |
| 4      | Türkan Erismis       | Turkije     | 13.07        |
| 5      | Kim Offergeld        | België      | 13.09        |
| 6      | Sebile Özyurt        | Turkije     | 13.10        |
| 7      | Minna Myllykoski     | Finland     | 13.10        |
| 8      | Jéssica Augusto      | Portugal    | 13.11        |
| 9      | Christina Carruzzo   | Zwitserland | 13.13        |
| 10     | Mirjana Kalajdjic    | Servië      | 13.13        |

| Plaats | Land                                                       | Punten           |
| ------ | ---------------------------------------------------------- | ---------------- |
|        | Turkije Türkan Erismis Sebile Özyurt Elvan Can             | 4 + 6 + 17 = 27  |
|        | Portugal Ines Monteiro Jéssica Augusto Sandra Dias         | 1 + 8 + 23 = 32  |
|        | België Kim Offergeld Sigrid Vanden Bempt Melissa Benoumeur | 5 + 13 + 16 = 34 |